# Kanton Laventie
Der Kanton Laventie war bis 2015 ein französischer Kanton im Arrondissement Béthune, im Département Pas-de-Calais und in der Region Nord-Pas-de-Calais. Sein Hauptort war Laventie. Vertreter im Generalrat des Départements war zuletzt von 1993 bis 2015 Roger Douez (UMP).
Der Kanton Laventie lag im Mittel 18 Meter über Normalnull, zwischen 13 Metern in Lestrem und 26 Metern in Lorgies.

## Gemeinden
Der Kanton bestand aus sechs Gemeinden:
| Gemeinde          | Einwohner Jahr | Fläche km² | Bevölkerungsdichte | Code INSEE | Postleitzahl |
| ----------------- | -------------- | ---------- | ------------------ | ---------- | ------------ |
| Fleurbaix         | 2.587 (2013)   | 12,86      | 201 Einw./km²      | 62338      | 62840        |
| Laventie          | 4.967 (2013)   | 18,13      | 274 Einw./km²      | 62491      | 62840        |
| Lestrem           | 4.386 (2013)   | 21,15      | 207 Einw./km²      | 62502      | 62136        |
| Lorgies           | 1.591 (2013)   | 6,84       | 233 Einw./km²      | 62529      | 62840        |
| Neuve-Chapelle    | 1.304 (2013)   | 1,86       | 701 Einw./km²      | 62606      | 62840        |
| Sailly-sur-la-Lys | 4.027 (2013)   | 9,7        | 415 Einw./km²      | 62736      | 62840        |